# Verve (Zeitschrift)

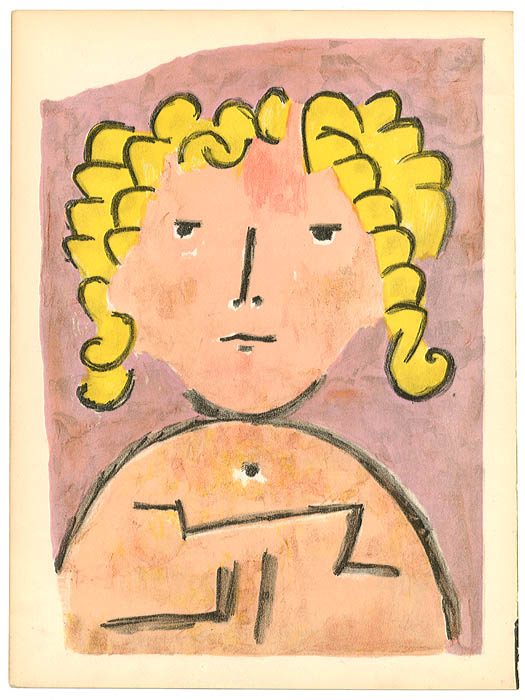
Kluges Kind. Farblithographie nach Paul Klee. Übertragung auf den Stein 1939 durch Mourlot Frères, Paris. Blattgröße : 35,5 × 26,5 cm. Erschienen in "Verve. Revue artistique et littéraire", Vol. II, Nos. 5/6, 1939. Abb. S. 84. – Original von Paul Klee (entstanden 1937) im Virginia Museum of Fine Arts, Richmond, USA.

Verve war eine Zeitschrift für Kunst und Literatur, die 1937 von dem Kunstkritiker Tériade in Paris gegründet wurde.

## Geschichte
Verve war eine der luxuriösesten Kunstzeitschriften im Paris des 20. Jahrhunderts und erschien von 1937 bis 1960 in 38 Ausgaben. Jede Ausgabe enthielt Originallithografien (von Fernand Mourlot) und hochwertige Kunstreproduktionen von Werken einiger der bedeutendsten Persönlichkeiten der Kunst im Laufe der Jahrhunderte, wobei der Schwerpunkt auf der französischen und der zeitgenössischen Kunst lag. Die Titelblätter waren doppelseitige Farblithographien von zeitgenössischen Künstlern, vor allem Picasso, Matisse, Braque, Bonnard, Rouault, Maillol usw.
Unter dem Untertitel „revue artistique et littéraire paraître quatre fois par an“ (Kunst- und Literaturzeitschrift, die viermal im Jahr erscheint) wurde Verve während des Zweiten Weltkriegs teilweise eingestellt und veröffentlichte Sonderhefte von 40 Seiten über mittelalterliche Handschriften, ein Prinzip, das später von Tériade wieder aufgenommen wurde.
Die erste Ausgabe enthielt auf 114 Seiten eine Neuheit: ganzseitige Fotografien im Tiefdruckverfahren, in diesem Fall von Brassaï, die gleichberechtigt neben den Reproduktionen der Werke der Maler platziert waren. Der Originalumschlag stammt von Henri Matisse, der auch weitere Umschläge gestaltete.
Verve, die in einer wirtschaftlich schwierigen Zeit entstand, wurde von der Kritik als „die schönste Zeitschrift der Welt“ bezeichnet. Von Anfang an enthielt sie eine englischsprachige Ausgabe und lud neben wichtigen zeitgenössischen Künstlern wie Paul Klee, Pablo Picasso oder Pierre Bonnard auch angelsächsische Schriftsteller wie James Joyce oder Ernest Hemingway, aber auch Sammler wie Daniel-Henry Kahnweiler ein, was ihren Ruhm in den USA begründete.

## Ausgaben

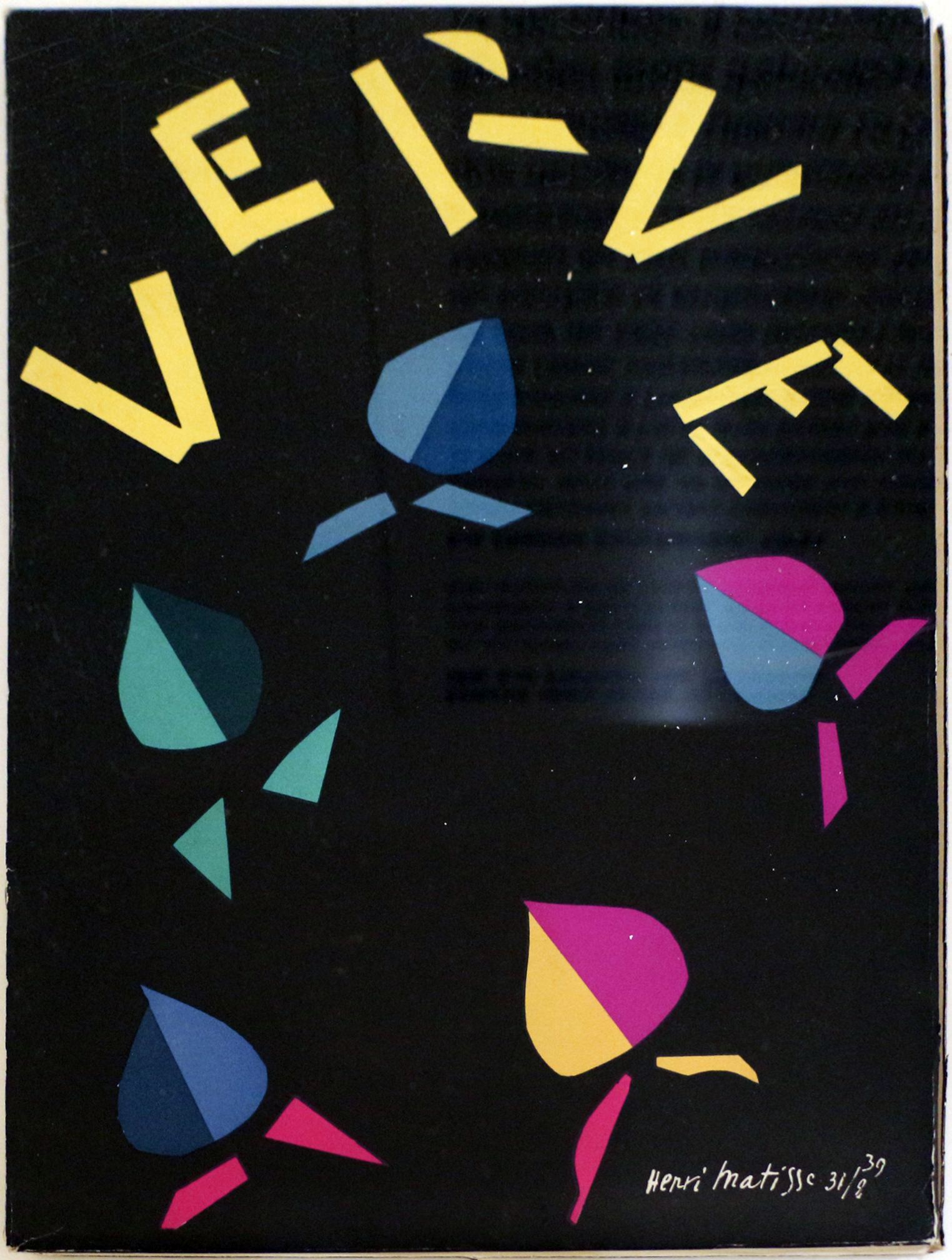
Umschlag von Henri Matisse in Verve Nr. 13, 1945

- Verve Nr. 1 - 3. Quartal 1937: Umschlag von Henri Matisse, Texte von André Gide, Georges Bataille, Henri Michaux, André Malraux, Lithografien von Fernand Léger, Joan Miró, Francisco Bores.
- Verve Nr. 2 - 4. Quartal 1937: Titelbild von Georges Braque, Texte von Gide, Braque, Paul Valéry, André Suarès, Pierre Reverdy, James Joyce, Ernest Hemingway, Henri Michaux, André Malraux.
- Verve Nr. 3 "L'Orient" - 2. Quartal 1938: Titelbild von Pierre Bonnard, Texte von Paul Valéry, Michaux, Malraux, Bataille, Lithografien von Marc Chagall, Miró, Abraham Rattner (en), Paul Klee.
- Verve Nr. 4 - 3. Quartal 1938: Titelbild von Georges Rouault, Texte von Pierre Reverdy, Paul Valéry, Michaux, Georges Bataille, Roger Caillois, Lithografien von Matisse ("La Danse").
- Verve Nr. 5-6 "La figure humaine" - 4. Quartal 1939: Umschlag von Maillol, Texte von Paul Valéry, André Gide, Jean Paulhan, Alfred Jarry, René Daumal, Lithografien von Braque, Léger, Matisse.
- Verve Nr. 7 "Les Très Riches Heures du duc de Berry" (Die sehr reichen Stunden des Herzogs von Berry) - Weihnachten 1939: Text von Henri Malo.
- Verve Nr. 8 "La nature de la France" - 1. Quartal 1940: Titelbild von Matisse, Texte von Valéry, Paul Claudel, Rouault, Jean Giraudoux, Reverdy, Adrienne Monnier, Malraux, Lithografien von Bonnard.
- Verve Nr. 9 "Les Fouquet de la Bibliothèque nationale" - [1940]: Farbige Reproduktionen der Gemälde von Jean Fouquet aus den „Antiquités judaïques“, Texte von Valéry und dem Konservator Émile-Aurèle Van Moé (1895-1944).
- Verve Nr. 10 "Les Très Riches Heures du duc de Berry: images de la vie de Jésus" (Das Stundenbuch des Herzogs von Berry: Bilder aus dem Leben Jesu), - 1943: Text von Henri Malo.
- Verve Nr. 11 "Les Fouquet de Chantilly: images de la vie de Jésus" (Die Fouquets von Chantilly: Bilder aus dem Leben Jesu), - 1943: Text von Henri Malo.
- Verve Nr. 12 "Les Fouquet de Chantilly: la Vierge et les saints" (Die Fouquets von Chantilly: die Jungfrau und die Heiligen) - 1944: Text von Henri Malo.
- Verve Nr. 13 "De la couleur" - 1945: Titelbild von Matisse, Texte von Matisse, André Rouveyre und Adrienne Monnier.
- Verve Nr. 14-15 "Les heures d’Anne de Bretagne" - 1945: Texte von Émile Mâle und Edmond Pognon.
- Verve Nr. 16 "Traité de la forme et devis d’un tournoi" (Abhandlung über die Form und den Kostenvoranschlag eines Turniers) - 1945: Text von Edmond Pognon.
- Verve Nr. 17-18 "Couleur de Bonnard" - 1947: Titelbild von Bonnard, Texte von Charles Terrasse.
- Verve Nr. 19-20 "Couleur de Picasso" - 1948: Umschlag von Picasso, Texte von Jaime Sabartés.
- Verve Nr. 21-22 "Vence 1944-1948" - 1948: Titelbild von Matisse, die gesamte Lieferung ist den Papierschnitten des Künstlers gewidmet.
- Verve Nr. 23 "Cœur d’amour épris" - 1949: Titelbild von Matisse.
- Verve Nr. 24 "Les Contes de Boccace" - 1950: Titelbild von Marc Chagall, Texte von Jacques Prévert, Frantz Calot.
- Verve Nr. 25-26 "Picasso à Vallauris 1949-1951" - 1951: Umschlag von Picasso, Texte von Daniel-Henry Kahnweiler, Odysseus Elytis, Georges Ramié.
- Verve Nr. 27-28 - 1952: Titelbild von Braque, Texte von Albert Camus, Gaston Bachelard, Jean-Paul Sartre, Jean Grenier und Louis Guilloux, Lithografien von Miró, Chagall, Matisse, Henri Laurens, André Masson, Alberto Giacometti, Fernand Léger.
- Verve Nr. 29-30 - 1954: Titelbild von Picasso, Texte von Michel Leiris, Rebecca West.
- Verve Nr. 31-32 - 1954/1955: Umschlag und Ornamente von Braque, Texte von Will Grohmann, Rebecca West und Antoine Tudal.
- Verve Nr. 33-34 "Bible, Marc Chagall" - 1956: 14 Lithografien von Chagall, Text von Meyer Schapiro.
- Verve Nr. 35-36 "Dernières œuvres de Matisse" (Letzte Werke von Matisse) - 1958: Titelbild von Matisse, Texte von Pierre Reverdy und Georges Duthuit.
- Verve Nr. 37-38 "Marc Chagall, dessins pour la Bible" (Marc Chagall, Zeichnungen für die Bibel) - 1960: Titelbild von Chagall, Text von Gaston Bachelard.